# Enjoy Yourself (альбом Билли Каррингтона)
Enjoy Yourself — четвёртый студийный альбом американского кантри-певца Билли Каррингтона, изданный 21 сентября 2010 года на лейбле Mercury Nashville.
Альбом дебютировал на девятом месте в американском хит-параде Billboard 200 и на втором в кантри-чарте Top Country Albums. Из альбома вышло четыре сингла, два из которых («Pretty Good at Drinkin’ Beer» и «Let Me Down Easy») и достигли первого места в кантри-чарте Country Airplay.

## История
В интервью The Boot Каррингтон рассказал об альбоме и о том, как он отражает его сущность. «Это отличный микс, он отражает то, кем я являюсь. Я определённо не просто что-то одно. Я пляжный парень, я кантри-парень, я люблю свои грунтовые дороги и рыбалку, но я также люблю Нью-Йорк, Лос-Анджелес и Майами». «Я хранил все эти песни, которые мне предлагали каждый год, в одном маленьком месте на моём компьютере — наверное, уже больше 10 лет — и поэтому я чувствую, что у меня так много песен, что мне не нужно было их писать или искать».

## Отзывы
| Оценки критиков      | Оценки критиков |
| Источник             | Оценка          |
| -------------------- | --------------- |
| Allmusic             | [ 2 ]           |
| Associated Press     | (positive)      |
| Billboard            | (positive)      |
| Country Weekly       | [ 5 ]           |
| Entertainment Weekly | (B+)            |
| Parcbench            | [ 7 ]           |
| PopMatters           | [ 8 ]           |
| Roughstock           | [ 9 ]           |
| The Washington Post  | (mixed)         |
| Engine 145           | [ 11 ]          |

После выхода альбом Enjoy Yourself получил в целом положительные отзывы от большинства музыкальных критиков. На сайте Metacritic, который присваивает нормализованный рейтинг из 100 баллов рецензиям основных критиков, альбом получил средний балл 68, основанный на 4 рецензиях, что означает «в целом благоприятные отзывы».
Мэтт Бьорк из Roughstock оценил альбом в три с половиной звезды из пяти, сказав, что Каррингтон «довёл свою формулу до совершенства; Enjoy Yourself — это в основном весёлый роман, который действительно ощущается как плотная коллекция эскапистской, приятной на ощупь музыки». Стивен Томас Эрлевайн из Allmusic также оценил альбом в три с половиной звезды из пяти, сказав: «Все катится чуть-чуть слишком легко. … его мягкие вибрации и иногда мягкие романтические нотки чувствуют себя истинным Каррингтоном». Грег Виктор из Parcbench поставил ему оценку 3½, прокомментировав: «Этот альбом полон музыки, заставляющей вас танцевать, смеяться и петь вместе; этот альбом я ставлю для собственного удовольствия».
Майкл МакКолл из Associated Press сказал, что «в альбоме Enjoy Yourself он использует непринуждённые соул-вибрации, и это звучание подчёркивает приятные качества тенора Каррингтона, выросшего в Джорджии». Билл Фрискикс-Уоррен из The Washington Post дал смешанную рецензию, сказав, что «[Каррингтон] может гордиться тем, что сделал альбом с той теплотой и интимностью, которые придают работе таких неотрадиционалистов, как Джордж Стрейт и Алан Джексон, такую силу». Он также назвал трек «Like My Dog» «единственным настоящим промахом».
Джессика Филлипс из Country Weekly поставила ему три звезды, отметив, что это «идеальный саундтрек для сна и лета; этот сборник в основном погружается в неторопливые рассказы о пьянстве и рыбалке, а не в более зажигательные или дымящиеся вещи, которые послужили толчком к созданию предыдущих хитов». Блейк Болдт из Engine 145 поставил ему две с половиной звезды из пяти, назвав его «довольно безвкусным альбомом современного кантри» и отметив, что Каррингтон «немного излишне остроумный. Ни одна из этих десяти песен не вызывает даже отдалённого напряжения; конфликты и проблемы аккуратно сворачиваются в течение четырёх минут». Дэйв Хитон из PopMatters дал альбому пять звёзд из десяти и раскритиковал тексты его песен, сказав: «На уровне написания песен Каррингтон отказался от реального повествовательного акцента или внимания к конкретным деталям».

## Коммерческий успех
Альбом дебютировал на девятом месте в американском хит-параде Billboard 200, продав 45 000 копий, и стал его первым альбомом в Топ-10 этого чарта. Он также достиг второго места в американском чарте Billboard Top Country Albums. По данным чарта от 25 июня 2011 года, альбом был продан в США тиражом более 329 489 копий.

## Список композиций
| №   | Название                       | Автор(ы)                                     | Длительность |
| --- | ------------------------------ | -------------------------------------------- | ------------ |
| 1.  | «All Day Long»                 | Frankie Ballard Даллас Дэвидсон Ben Hayslip  | 3:49         |
| 2.  | «Love Done Gone»               | Shawn Camp Marv Green                        | 3:32         |
| 3.  | «Pretty Good at Drinkin’ Beer» | Troy Jones                                   | 3:00         |
| 4.  | «Until You»                    | Dave Barnes                                  | 4:45         |
| 5.  | «Like My Dog»                  | Harley Allen Scotty Emerick                  | 2:46         |
| 6.  | «Perfect Day»                  | Dean Dillon Dale Dodson Emerick              | 2:55         |
| 7.  | «Let Me Down Easy»             | Marty Dodson Jennifer Hanson Mark Nesler     | 3:50         |
| 8.  | «Bad Day of Fishin'»           | Билли Каррингтон John Scott Sherrill Emerick | 3:04         |
| 9.  | «Enjoy Yourself»               | Bob DiPiero Emerick Sherrill                 | 3:00         |
| 10. | «Lil' Ol' Lonesome Dixie Town» | Camp Billy Joe Walker Jr.                    | 3:21         |

## Чарты
| Чарт (2019)                        | Высшая позиция |
| ---------------------------------- | -------------- |
| США (Billboard 200)                | 9              |
| США (Billboard Top Country Albums) | 2              |

| Чарт (2010)                         | Позиция |
| ----------------------------------- | ------- |
| США (Top Country Albums, Billboard) | 47      |
| Чарт (2011)                         | Позиция |
| США (Billboard 200)                 | 113     |
| США (Top Country Albums, Billboard) | 26      |
| Чарт (2012)                         | Позиция |
| США (Top Country Albums, Billboard) | 64      |

### Синглы
| Год                    | Сингл                          | Высшая позиция | Высшая позиция | Высшая позиция |
| Год                    | Сингл                          | US Country     | US             | CAN            |
| ---------------------- | ------------------------------ | -------------- | -------------- | -------------- |
| 2010                   | «Pretty Good at Drinkin’ Beer» | 1              | 41             | 50             |
| 2010                   | «Let Me Down Easy»             | 1              | 46             | 71             |
| 2011                   | «Love Done Gone»               | 11             | 58             | 83             |
| 2011                   | «Like My Dog»A                 | 24             | 102            | —              |
| «—» отсутствие в чарте |                                |                |                |                |

- AТрек не вошёл в основной чарт Hot 100, но был в Bubbling Under Hot 100 Singles[26]